# دهستان بومدلینگ
دهستان بومدلینگ (به لاتین: Bumdeling Gewog) یک دهستان در کشور بوتان است که در ناحیهٔ تراشیانگتس واقع شده‌است.